# Karl Diel

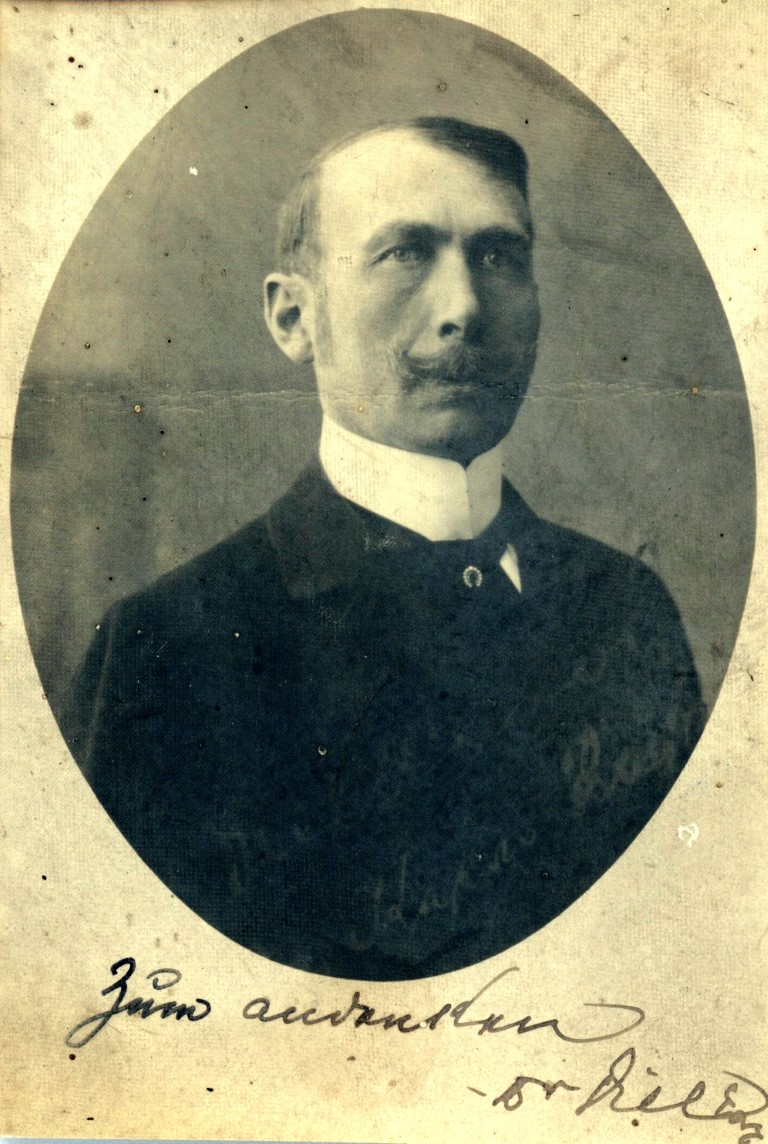
Karl Diel

Karl Diel (* 14. Februar 1855 in Hatzfeld, Kaisertum Österreich; † 1. Mai 1930 Jimbolia, Königreich Rumänien) war Chirurg, Leiter des Krankenhauses des Torontaler Komitats in Hatzfeld.

## Leben und Wirken
Karl Diel besuchte nach der Volksschule in seinem Heimatort das Gymnasium in Szarvas. Anschließend studierte er Medizin an der Budapester Universität. 1878 promovierte er zum Doktor der Medizin.
Von 1872 bis 1878 war Diel an der chirurgischen Abteilung der Budapester Rochus-Universitätsklinik als Assistenzarzt tätig. Hier erwarb er sich an der Seite von Dr. Dollinger seine Fachkenntnisse auf dem Gebiet der Chirurgie.
1882 kehrte er als praktizierender Arzt in seine Heimatstadt zurück und erwarb sich in der Folgezeit große Verdienste um die Entwicklung des Gesundheitswesens im Banat, besonders in Hatzfeld (seit 1923 Jimbolia). Auf seine Initiative geht die Errichtung des Hatzfelder Komitatskrankenhauses im Jahre 1896 zurück, dessen Leitung er übernahm. In den 1920er Jahren betrieb er zudem ein kleines Privatsanatorium in Jimbolia.
Karl Diel, der in seiner fünfzigjährigen medizinischen Laufbahn mehr als 50.000 Operationen durchführte, erwarb sich den Ruf eines Pioniers der modernen Chirurgie im Banat. Anlässlich seines 75. Geburtstages schrieb einer seiner Kollegen:
„Gerade wir Ärzte wissen es gebührend einzuschätzen, was das heißt, in Hatzfeld zu sitzen und mit Wien und Berlin Schritt zu halten. (…) Weder ein Temeswarer, noch ein Arader, Großbetschkereker oder Großkikindaer Spital konnte sich auch nur annähernd mit dem Hatzfelder und seinem erfolgreichen Arzt messen. Von den vielen Ärzten seiner Zeit hat ihm das keiner nachgemacht…“.
Am 1. Mai 1930, kurz nach Vollendung seines 75. Lebensjahres, verstarb Karl Diel in seinem Heimatort, wo er am 4. Mai beigesetzt wurde.
Karl Diels Werk wurde von seinem Sohn Ludwig Diel (1888–1944) und von dessen Schwiegersohn Pius Brânzeu (1911–2002) fortgesetzt.

## Ehrungen
- Orden Ferdinand I. – verliehen von König Ferdinand I. in Anerkennung seiner vorbildlichen medizinischen Tätigkeit und seines aufopferungsvollen Dienstes am Menschen.
- 24. November 1940 – Enthüllung in Jimbolia des lebensgroßen Standbildes von Karl Diel, ein Werk des Temeswarer Bildhauers Géza Rubletzky.
- 1996 – Enthüllung der Büste von Karl Diel, ein Werk des Hatzfelder Bildhauers Theophil Soltész, anlässlich der Feierlichkeiten zum 100jährigen Bestehen des Hatzfelder Krankenhauses.
- 1998 – das Hatzfelder Krankenhaus erhielt den Namenszusatz „Dr. Karl Diel“.[3]
- 2000 – Errichtung einer Gedenkstätte in seinem Geburtshaus, auf Initiative seiner Urenkelin Pia Brânzeu mit Unterstützung der Stadtverwaltung und der Krankenhausleitung.[1][4]